# Piaski (Grodzisk Wielkopolski)
Piaski (niem. Klein Piaski) – dawna wieś, obecnie dzielnica Grodziska Wielkopolskiego.
Wieś leżała na południe od Grodziska Wielkopolskiego, przy drodze do Wolsztyna. Folwark Piaski po raz pierwszy wymieniony został dopiero ok. 1830 r., kiedy to dzierżawcami dóbr grodziskich zostali Józef Szołdrzyński i Elżbieta Okulicz. Do dzisiaj zachowały się budynki dawnego folwarku z 2. połowy XIX i początku XX w. Po drugiej stronie drogi krajowej nr 32 znajduje się gorzelnia z przełomu XIX/XX w. Zespół budynków dawnego folwarku wpisany jest do rejestru zabytków pod nr. 2327/A z 26.01.1995. 
W XIX w. folwark Klein Piaski znajdował się w powiecie bukowskim, a od 1887 w powiecie grodziskim prowincji poznańskiej.
Według Pierwszego Powszechnego Spisu Ludności, przeprowadzonego 30 września 1921 Piaski były obszarem dworskim w powiecie grodziskim województwa poznańskiego obejmującym folwarki: Grodzisk-Zamek, Młyniewo, Piaski i Słocin oraz stację kolejową Młyniewo.
Od południowego zachodu z Piaskami łączą się Kobylniki. W 2000 r. powiększono znacznie obszar Grodziska Wielkopolskiego, w granicach administracyjnych miasta znalazły się także Piaski.
Obok zabytkowych budynków rozwija się współczesna zabudowa mieszkaniowa i handlowo-usługowa m.in. w 2012 r. powstał w tej części miasta market Lidl.
W Piaskach urodził się Tomasz Mazurek (1896–1920), jeden z bohaterów wojny z bolszewikami, kawaler Orderu Virtuti Militari.